# Spaarnekerk
De Onze Lieve Vrouw van de Heilige Rozenkrans en de Heilige Dominicuskerk, beter bekend als de Spaarnekerk, was een Rooms-Katholieke Kerk in Haarlem. De kerk was gewijd aan Maria (moeder van Jezus) en aan de heilige Dominicus van Osma (1170–1221), de stichter van de Orde der Dominicanen.

## Geschiedenis
De kerk werd tussen 1883 en 1885 gebouwd aan het Spaarne aan de oostzijde van de Langebrug. Zij diende ter vervanging van een oudere schuilkerk, die ooit was gevestigd in de bierbrouwerij De Drie Klaveren. De driebeukige neogotische kruiskerk was ontworpen door Evert Margry, een leerling van Pierre Cuypers. Na twee jaar bouwen werd de kerk in 1885 ingewijd door Caspar Bottemanne, bisschop van Haarlem.
Vanaf de jaren 1960 liep het kerkbezoek sterk terug. Het kerkbestuur kreeg hierdoor financiële problemen en kon het onderhoud van de grote kerk niet meer betalen. Men maakte plannen om de kerk te slopen en te vervangen door een moderner, multifunctioneel gebouw. Hiertegen kwam veel verzet, omdat de Spaarnekerk net als  de Heilig Hartkerk in het Kleverpark een van de twee neogotische kerken van Haarlem is en daarmee van architectonisch belang was en bovendien beeldbepalend voor dit deel van de stad. Daarbij verkeerde het gebouw niet in slechte staat en kon het waarschijnlijk met weinig geld worden gered. In 1975 werd de laatste dienst  gehouden en werd de kerk gesloten.
De in 1974 opgerichte stichting Behoud Spaarnekerk wist de sloop nog enkele jaren uit te stellen en de kerk werd zelfs nog op de lijst van gemeentelijke monumenten in Haarlem geplaatst. Plannen en oderzoeken naar een nieuwe functie voor het gebouw liepen echter op niets uit. In 1982 werd de Spaarnekerk van de monumentenlijst gehaald en een jaar later gesloopt. Op de plaats van de kerk werd een appartementencomplex gebouwd.

## Resten
De kerk is niet geheel verdwenen:
- Naast het appartementencomplex staat nog het parochiehuis, Spaarne 197, waar een bewaard gebleven deel van het trappenhuis van de kerk tegen de nieuwbouw aan staat.
- De toren had een achtkantige spits tussen vier topgevels en de top van deze naaldspits werd in Schalkwijk bovenop een achtkantig gebouwtje geplaatst, waar anno 2021 een Febo en een kapperszaak gevestigd zijn.[2][3]
- Glas-in-loodramen uit de kerk zijn herplaatst in een café aan de Grote Markt.
- Het Adema-orgel uit 1891 is in 1976–1977 verhuisd naar de Sint-Jacobus de Meerderekerk aan de Parkstraat in Den Haag en daar gecombineerd met reeds aanwezig pijpwerk van Michaël Maarschalkerweerd.